# 국도 제108호선 (일본)

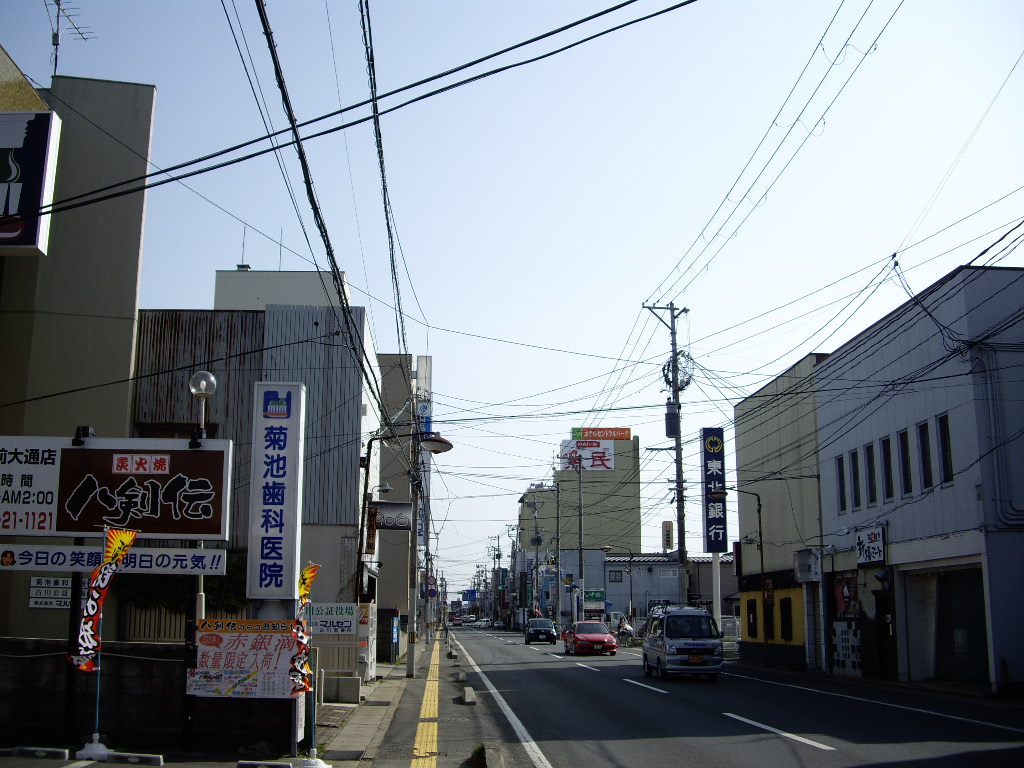
미야기현 오사키시 일대를 관통하고 있는 108번 국도

고고타 바이패스와 관련된 지도

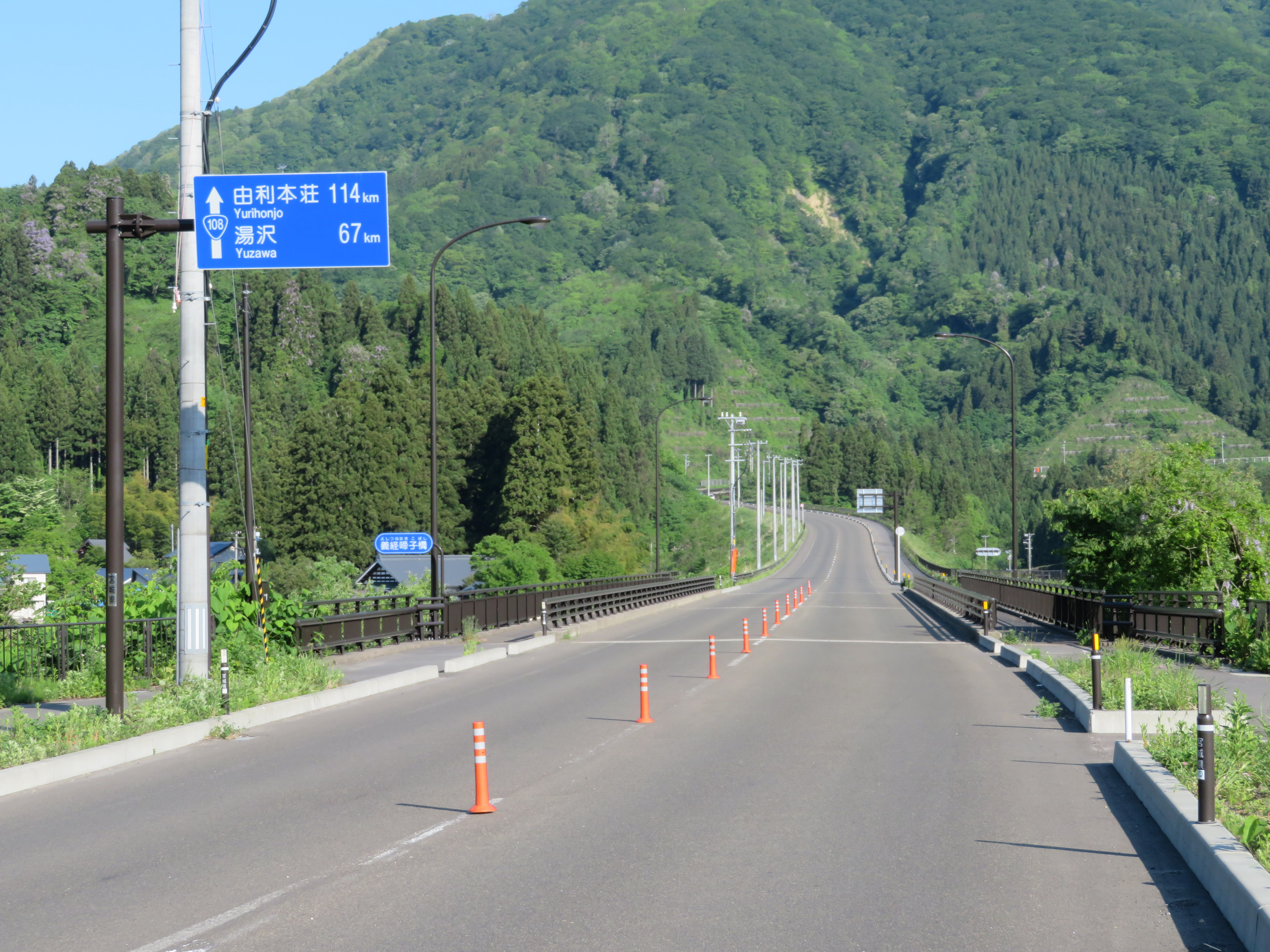
하나부치야마 바이패스 (미야기현 오사키시 나루코온센 후루토마에 부근)

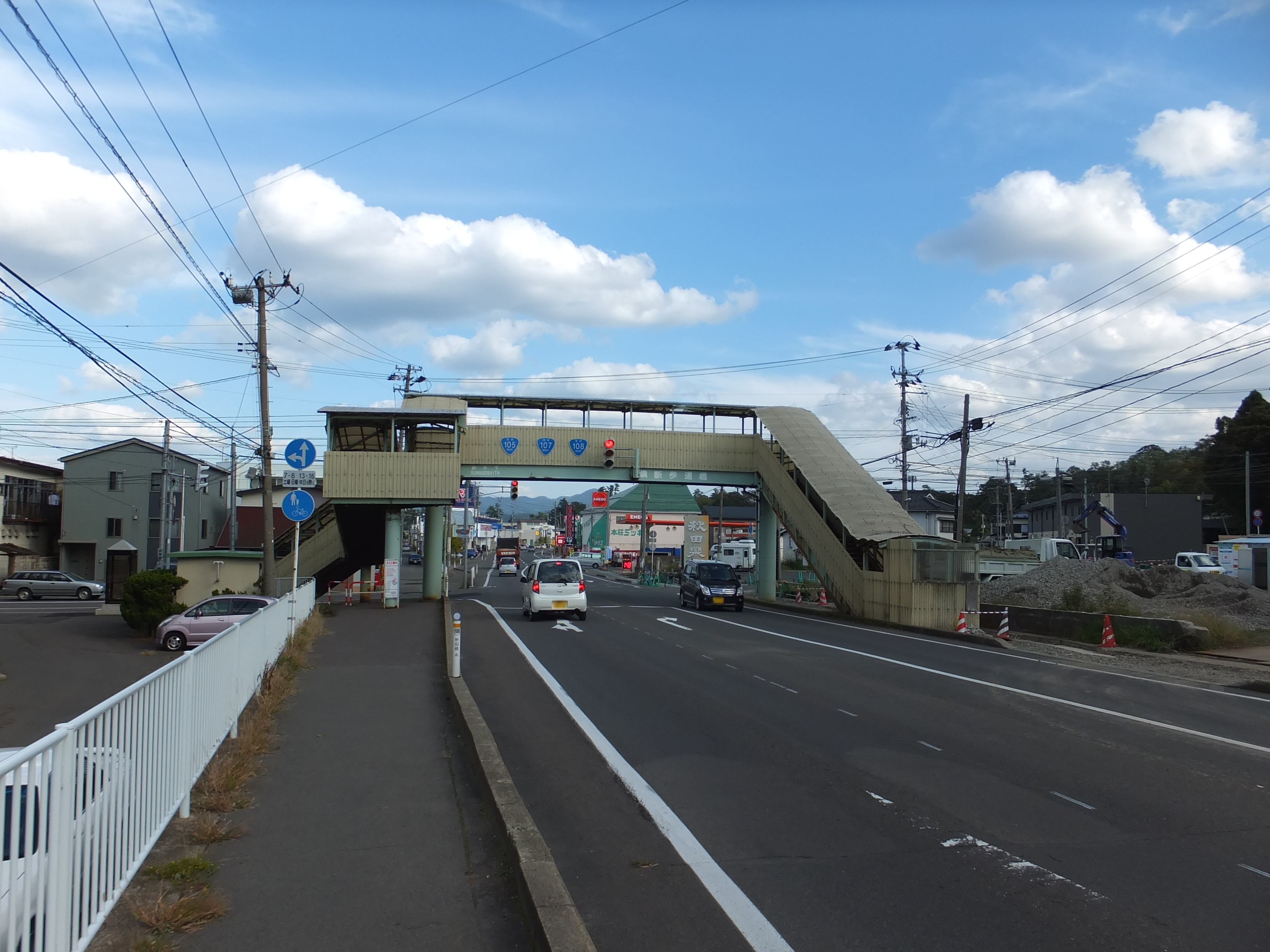
아키타현 유리혼조시 일대. 스나고시타 교차로에서 105·107·108번 국도가 한꺼번에 교차하고 있다. 같은 시의 미즈바야시 교차로에서 니반제키 교차로까지 약 2km 정도가 3개 노선을 가진 국도의 중복 구간을 가지고 있다.

일본 108번 국도(일본어: 国道108号→국도 108호)는 미야기현 이시노마키시와 아키타현 유리혼조시를 사이에 이어주는 총 연장 187.7 km, 실제 연장 150.9 km, 현도 147.8 km의 거리를 가진 일본의 일반 국도이다. 그러나 이 도로는 과거에 109번 국도의 일부 구간으로 공용된 적이 있었으며, 109번 국도가 108번으로 흡수 통합하면서 폐지되었다.

## 노선 정보
일반 국도의 노선을 지정하고 있는 정령에 의거한 기종점 및 경유지는 다음과 같다. 
- 기점 : 이시노마키시 (마루이도 교차로 = 국도 제45호선의 교점)
- 종점 : 혼조시[1] (미즈바야시 교차로 = 국도 제7호선의 교점, 국도 제105호선의 기점, 국도 제107호선·국도 제341호선·국도 제398호선의 종점)
- 중요한 경과지 : 미야기현 도다군 와쿠야정, 후루카와시[2], 다마쓰쿠리군(일본어판) 이와테야마정[3], 같은 군 나루코정[4], 아키타현 오가치군 오가치정[5], 같은 현의 유리군(일본어판) 야시마정[6]
- 총 연장 : 187.7 km
- 중용 연장 : 36.8 km
- 실제 연장 : 150.9 km
  - 현도 : 147.8 km
  - 구도 : 1.8 km
  - 신도 : 1.2 km
- 지정 구간 : 다음과 같음
  - 이시노마키시 헤비타 시모나카조네 33-6 ~ 미야기시 나루코온센 신야시키 18-8 : 기점에서 4번 국도의 교점까지와 더불어 국도 제47호선의 중복 구간)
  - 유자와시 요코보리 로쿠로가와라 68-49 ~ 유자와시 가미인나이 가마노우에 14-1 : 13번 국도와 중복 구간)

## 지리

### 통과하는 지자체
- 미야기현
  - 이시노마키시 - 도다군 미사토정 - 도다군 와쿠야정 - 도다군 미사토정 - 오사키시
- 아키타현
  - 유자와시 - 유리혼조시

### 접촉하는 도로

#### 고속도로
- 산리쿠 자동차도
- 도호쿠 자동차도

#### 국도
- 국도 제45호선
- 국도 제4호선
- 국도 제47호선
- 국도 제457호선
- 국도 제13호선
- 국도 제105호선
- 국도 제107호선
- 국도 제398호선
- 국도 제341호선
- 국도 제7호선

### 고개
- 오니고베 고개(일본어판)
- 마쓰노키 고개(일본어판)